# Товароведение
Товарове́дение  — наука и учебная дисциплина об основополагающих характеристиках товаров, определяющих потребительские свойства, и факторах обеспечения этих характеристик;  научная дисциплина, предметом которой являются потребительские свойства товаров, лежащие в основе их потребительной стоимости. 
Предметом товароведения является потребительная стоимость.
Объекты товароведения — это товары и услуги, которые создают производители для потребления их покупателями.
Субъекты товароведения: товароведы и потребители товаров.
Целью товароведения является изучение характеристик и свойств товара, формирующих его потребительную стоимость.
Задачи товароведения:
1. Развитие терминологии товароведения, систематизации товаров и классификации. Систематизация товаров осуществляется путём кодирования и классификации для удобства исследования групп объектов, схожих по выбранному признаку. Выбор системы классификации и классификационных признаков зависит от цели классификации. В товароведении используются общегосударственная, учебная и торговая классификации товаров. В России действует Общероссийский классификатор продукции по видам экономической деятельности ОКПД2, ввёденный Приказом Росстандарта N 14-ст от 31.01.2014 г. Торговые классификации строятся по признаку назначения товара, способствуют организации торговли, учёта и планирования ассортимента, рациональному размещению товаров в торговых залах. Основным признаком учебной классификации является исходное сырьё. Учебные классификации обеспечивают методически правильное изучение потребительских свойств товаров. Для построения систем классификации товаров используют иерархический и фасетный методы. Иерархическая система основана на соподчинении. При фасетной системе товары делятся на не зависящие друг от друга группы.
2. Изучение потребительной стоимости товаров, выявление и исследование её формирования, возникновения потребительских предпочтений.
3. Разработка методов управления качеством (системы менеджмента качества) на производстве и при продаже товаров.
4. Разработка стандартов качества продукции, их обновление и актуализация.
5. Исследование и разработка методов формирования ассортимента. Целью ассортиментной политики является определение сколько и каких товаров нужно произвести предприятию или закупить торговой организации. 
6. Изучение воздействий на товар условий транспортировки и хранения. 
7. Изучение товара в процессе эксплуатации. Если покупатель не изучил инструкцию по эксплуатации товара, в результате чего товар вышел из строя, то покупатель не может рассчитывать на возмещение ущерба от производителя или торговой организации. Если покупатель был неправильно информирован, то покупатель имеет право на ремонт, замену товара или возврат денежных средств. В соответствии со статьёй 12 пунктом 4 Закона «О защите прав потребителей» претензии покупателей рассматриваются из расчёта отсутствия у покупателей специальных познаний о свойствах и характеристиках товаров.  
8. Разработка и совершенствование методов экспертизы товаров.   
9. Прогнозирование появления новых товаров, выявление в них потребностей.   
Товароведение занимается управлением качеством и ассортиментом на всех стадиях жизненного цикла товара. Жизненный цикл товара состоит из 11 этапов: маркетинг, изучение рынка; разработка продукции,   проектирование и разработка технических требований; обеспечение материально-технического снабжения; разработка и подготовка производственных процессов; производство продукции; контроль качества; упаковка, хранение; реализация продукции; монтаж и установка, эксплуатация; сервисное обслуживание; утилизация.   

## Терминология
В приведённом выше определении содержатся два научных термина, две категории, имена которых иногда путают[кто?]:
- потребительские свойства;

- Потребительная стоимость (но не «потребительская стоимость!»).

Первое академическое определение товароведения дал в конце XVIII века Иоганн Бекман:
наука о свойствах, получении и испытании товаров, а также об их экономическом значении
Также одно из первых определений товароведения сформулировал Вавилов И. в 1895 г.:
Товароведение — наука, позволяющая иметь точные и полные знания о товарах, их сортах, местах происхождения и сбыта, средствах к покупке и продаже, способах перевозки и хранения.
Современные варианты определения товароведения:

научная дисциплина, изучающая потребительские свойства товаров; их классификацию и кодирование; стандартизацию; факторы, обусловливающие качество товаров, контроль и оценку его; закономерности формирования ассортимента товаров и его структуру; условия сохранения качества товаров при их транспортировке, в потреблении и эксплуатации.

— Большая Советская энциклопедия, 1977.
* * *
прикладная экономическая дисциплина, изучающая полезные свойства продуктов труда, классификацию, стандартизацию, закономерности формирования ассортимента товаров и его структуру, факторы, обусловливающие качество товаров, способы его контроля и оценки, условия сохранения товаров при их транспортировании и хранении 
 — Большой Энциклопедический Словарь, 2005.
Не появлявшееся в научных трудах[каких?] до 1990-х годов сочетание потребительская стоимость является результатом небрежного обращения с исторически сложившимся категориальным аппаратом. Термин потребительная стоимость фигурирует в экономической теории более полутора веков, и весомых обоснований необходимости его замены пока науке не представлено.
Ввиду указанных выше принципиальных различий между научными категориями потребительСКие свойства и потребительНая стоимость, новообразование «потребительСКая стоимость» трудно признать доброкачественным, так как оно приводит к смешению двух разных понятий.Как справедливо заметил В.Чеховский:

если одно слово может иметь несколько значений, то понятие, напротив, всегда однозначно. Будь иначе, наука, оперирующая как раз понятиями, потеряла бы всякий смысл.

## Межпредметные связи
Товароведение принадлежит к группе прикладных экономических дисциплин, в составе которых развивается во взаимодействии с учётно-экономическими дисциплинами, маркетингом (предпосылкой которого является) и рядом других. 
Наряду с базовыми для всех наук методами диалектической логики, а также методами других общественных наук, в ходе анализа заимствует методы и приёмы естественных наук, медицины, эргономики и т. п. Взаимосвязь товароведения с химией, биологией и физикой позволяет получать информацию о составе товаров, о свойствах веществ и о процессах, которые протекают в товарах. Взаимодействие товароведения с агрономией способствует изучению потребительских свойств товаров и разработке методов их сохранения в течение более длительного времени, определению оптимальных условий хранения. Для обработки данных наблюдений и экспериментов применяются методы математической статистики. Товароведение является базой при изучении коммерческой деятельности, маркетинга, стандартизации, метрологии и сертификации. В 1930-х гг. из товароведения  в самостоятельную науку выделилось материаловедение.

## История товароведения как науки вНовое время
Необходимость в постановке товароведения на научную основу возникает в эпоху Великих географических открытий. Родиной современного товароведения является Италия, чьи средневековые города-республики принимают на себя функции основного торгового посредника между Европой и Востоком. Уже в 1549 году в Падуанском университете открывается кафедра товароведения растительных и животных фармацевтических материалов.
В 1752—1756 гг. в Лейпциге издаются один за другим пять томов фундаментального исследования Карла-Гюнтера Людовици (нем. Ludovici) с не менее фундаментальным названием:

Открытая академия купечества, или полный купеческий словарь: из коего торговля и предпринимательство, со всеми их приёмами и искусствами доведены будут для должного изучения; и также все гавани, именитейшие города и ярмарки; все виды сырых и обработанных товаров; художники, фабриканты и ремесленники; коммерцколлегии, коммерческие суды, банки, биржи, ломбарды, мануфактуры, фабрики и мастерские; права и привилегии купечества и т. д. изложены и разъяснены будут: С превеликим усердием из лучших сочинений отобранный…
Оригинальный текст (нем.)
Eröffnete Akademie der Kaufleute, oder vollständiges Kaufmanns-Lexicon: woraus sämmtliche Handlungen und Gewerbe, mit allen ihren Vortheilen, und der Art, sie zu treiben, erlernet werden können; und worinnen alle Seehäfen, die vornehmsten Städte und Handelsplätze; alle Arten der rohen und verarbeiteten Waaren; die Künstler, Fabrikanten und Handwerksleute; Commerciencollegia, Handelsgerichte, Banken, Börsen, Leihhäuser, Manufacturen, Fabriken und Werkstätte; die Rechte und Privilegien der Kaufmannschaft, u.s.w. beschrieben und erkläret werden: Mit vielem Fleiße aus den besten Schriftstellern zusammengetragen….

Автор — талантливый лексикограф, посвятивший большую часть своей жизни составлению словарей и энциклопедий. На протяжении 15 лет (1739—1754) Людовици был главным редактором Большой Энциклопедии Цедлера, и за два года до завершения этого 64-томного издания принялся параллельно за свою, отдельную 5-томную «купеческую энциклопедию». Не дожидаясь сторонних рецензентов, Людовици сам анонсировал свой труд:
Я не думаю, чтобы стал кто оспаривать моё удовлетворение тем, что я есть первый, кто столь важное, как и весьма нужное дело, как торговлю, она же купеческая наука, привёл в упорядоченную и с искусством расположенную систему. Никто до меня не додумался, что всеобщая торговля состоит из трёх частей:
1. знания товаров,
2. торговой науки и
3. счетоводства или порядочного держания купеческих книг

«Самовосхваления» К.-Г.Людовици небезосновательны: его труд положил начало методу глубокой систематизации объектов изучения в товароведении. Долгое время он был лучшим справочным источником в этой области; через 30 лет после его издания, в 1795 году Иоганн Бекман привёл многословное определение товароведения, данное своим великим предшественником:
в особенности есть познание товаров, смотра по купецкой в них нужде. Знание сие простирается на разделение и роды товаров, деление, свойство, испытание или разбирание, цену и доброту, порчу, сохранение и содержание, исправление, выделку, подделку, пользу и употребление, а также на знания суть лучшие сорта и роды товаров.
в строгую академическую форму («наука о свойствах, получении и испытании товаров, а также об их экономическом значении»). Об особой популярности книги К.-Г.Людовици в России (где она называлась «Начертание полной купеческой системы») см. ниже. Что же касается «личной нескромности» автора этого анонса — читатели XXI века могут записать её в счёт заслуг К.-Г.Людовици ещё в одной области, выросшей из товароведения, а именно — маркетинга и продвижения товара.
Век Бекмана и Людовици дал человечеству паровую машину; вновь наступивший XIX век открыл следующий этап НТР, ознаменовавшийся небывалым прогрессом в области физики, электричества и химии. С одной стороны, товароведение встало перед массой качественно новых товарных объектов, а с другой — одновременно обрело и обширный инструментарий исследования их материальной основы. В Великобритании и США преподавание товароведения начинает дифференцироваться в расширенных курсах технологии различных групп товаров Тем самым товароведно-технологический этап в развитии товароведения (уже давно сменивший в Европе чисто описательный) приобрёл новое качество. И, наконец, в том же XIX веке заявившая себя «царицей экономических наук» политическая экономия разгружает товароведение от решения специфической задачи нахождения соотношения между категориями потребительной стоимости (полезности), стоимости и цены как денежного выражения последней. Констатируя это состоявшееся размежевание, Карл Маркс записывает в «Капитале»:

Потребительные стоимости товаров составляют предмет особой дисциплины — товароведения.
Оригинальный текст (нем.)Die Gebrauchswerte der Waren liefern das Material einer eignen Disziplin, der Warenkunde.

заодно сообщая товароведам имя категории, которую они изучают совместно с политэкономами, но — с разных сторон, разными методами.
Дальнейшее развитие науки товароведения на протяжении XIX века шло и по линии углубления исследований физической, материальной стороны предмета, и одновременно — по линии совершенствования оценок коммерческой стороны, сбыта товаров. Это нашло отражение в двух определениях той эпохи, приводимых Е. В. Жиряевой в своём учебнике:
- Товароведение — это логически и систематически упорядоченное и сведённое к простейшим принципам и простейшему выражению описание всех сведений, касающихся товаров. Главным представителем концепции, выраженной этим определением, был маннгеймский профессор Виктор Пешль (1884—1948).
- Товароведение — это естественная научная дисциплина, рассматривающая исследование свойств товаров с коммерческой точки зрения. Таким определением пользовались представители венской школы товароведов (с 1870 г.) Г.Томс, И.Гольферт, К.Охара.

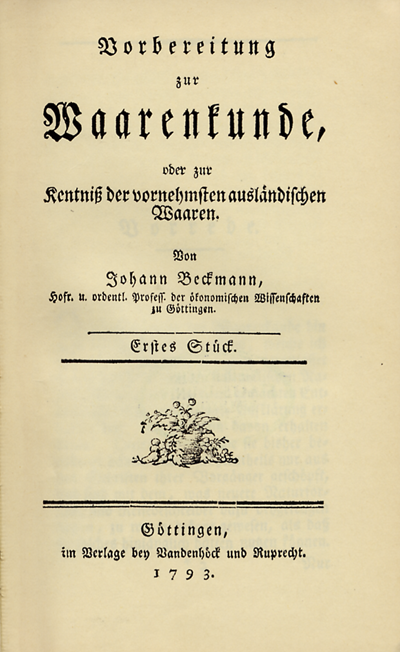
Титульный лист книги Иоганна Бекмана «Vorbereitung zur Waarenkunde» (1793)

Наличие определения товароведения в XIX веке через «описание всех сведений» (Пешль) не вписывается в классификации, датирующие завершение «описательного периода» XVIII веком. В определении же венской школы товароведения налицо противоречие между отнесением товароведения в класс естественных дисциплин и коммерческим ракурсом, задающим науке совсем другие методы. Как видно, эта школа на данном этапе не координировала свои исследования с другой, ныне всемирно известной школой мысли, работавшей в том же городе Вене. Это — венская (тж. австрийская) школа экономической мысли, развивавшая альтернативную классикам (Смит, Рикардо, Маркс) теорию стоимости. Фундаментальной её категорией являлась предельная полезность. Недопустимость смешивания категорий потребительной стоимости и полезности в определениях, касающихся товароведения обусловлена тем, что каждый из этих терминов спроецирован на свою фундаментальную теорию стоимости.
К концу XIX века в товароведение вторгается новая тематика — изучение спроса, затем разработка рекламы и других форм продвижения товара на рынок вплоть до агрессивных, использующих психологические особенности человека для оказания на него давления с целью заставить сделать его выбор в пользу конкретного товара. Последние методы прямого отношения к товароведению не имеют, и потому эта тематика вскоре концентрируется в рамках новой прикладной экономической дисциплины — маркетинга. Между товароведением и маркетингом налицо значительное пересечение в области предмета. Принципиальное же различие между ними — в исходной точке исследования. Товароведение исходит из товара, помогая доставить его в сохранности до покупателя, дать покупателю объективную информацию о товаре и т. п., то есть удовлетворить потребности покупателя и избавить продавца от излишних потерь. Маркетинг же исходит не из товара, а из необходимости найти платёжеспособного потребителя, который готов купить нечто, причём в момент, наиболее удобный для продавца в контексте решения главной его задачи — извлечения прибыли.

### Товароведение в России
В развитии товароведения как науки в России учебники и методические разработки выделяют следующие три этапа развития:
1. описательный (до XVIII века)
2. товароведно-технологический (XVIII век — середина XX века)
3. товароведно-формирующий (с середины XX века по настоящее время)

Первым пособием по товароведению в России обычно назвают вышедшую в 1575 году «Торговую книгу» (другие названия «Память товарам», «Память как продавать товар русской в немцех»). Составленная на основе богатейшего внешнеторгового опыта, накопленного купцами-новгородцами, книга поучала, «како торг вести и знати всему цену», как приготовлять товары для продажи западноевропейцам. Особое внимание в ней уделялось русско-нидерландской торговле. «Торговая книга» советовала русским купцам заключать торговые договоры о продаже технического сырья, пищевых продуктов, изделий ремесла, лесных промыслов; приводились цены на пушнину и кожи. Сообщалось и о том, что привозили на Кольское побережье нидерландские купцы: сахар, изюм, пряности, нашатырь, камфору, металлы (олово, ртуть) и металлоизделия (медную и железную проволоку для русских ремесленников).
Затем в библиографии отечественных работ по товароведению наступает провал длиной в 200 лет. В 1787 году издаётся «Словарь коммерческий в 6 частях», и в 1789, под именем «Начертание полной купеческой системы и торговой науки» (тж. «Основы полной торговой системы») — упомянутое выше сочинение К.-Г.Людовици. Утверждение некоторых учёных РФ, что великий немецкий лексикограф оказался при этом ещё и в числе основоположников научного товароведения в России, с учётом известных фактов биографии К.-Г.Людовици (нескл.!) [значимость факта?], видится не вполне обоснованным. Равно как и славянизация его имени, превращаемого[кем?] в России и на Украине в К. Г. Людовицы (в ед.ч.: «…Так определил товароведение И. Г. Людовицы в книге…»), К. Г. Людовица и даже… К. Г. Людовицын! Бесспорно лишь одно: издание книги позволило приступить к преподаванию дисциплины в России.
БСЭ констатирует, что 
«как самостоятельная учебная дисциплина товароведение начало вводиться в коммерческих средних и высших учебных заведениях в конце XVIII в.»
 Первыми высшими учебными заведениями, в которых были открыты отделения подготовки в коммерческом деле, стали Петербургский политехнический университет и Донской политехнический университет. В 1907 г. на базе Высших коммерческих курсов был создан Московский коммерческий институт, который в 1918 г. был преобразован в Московский институт народного хозяйства им. Плеханова Г.В.
Дух реформ Александра I, затронувших и образование, воодушевляет сотрудников созданных им в начале XIX века министерств настолько, что Главное правление училищ в 1803 году вносит торговую энциклопедию Людовици (вместе с 6-томным «Коммерческим словарём» 1787 года) в «список книг, одобренный для употребления в гимназии» в качестве учебных пособий. Тот факт, что даже в середине XIX в. Маркс констатировал:

В буржуазном обществе господствует fictio juris [юридическая фикция], будто каждый человек, как покупатель товаров, обладает энциклопедическими познаниями в области товароведения,
Оригинальный текст (нем.)In der bürgerlichen Gesellschaft herrscht die fictio juris, daß jeder Mensch als Warenkäufer eine enzyklopädische Warenkenntnis besitzt.
позволяет оценить масштабность замыслов русских реформаторов александровской эпохи, постановивших иметь настоящую энциклопедию товароведения в каждой гимназии России.
Однако несмотря на грандиозность замысла, и наличие в гимназиях энциклопедии Людовици и коммерческого словаря, проходит более 100 лет после издания этих классических зарубежных раритетов, прежде чем в России появляется прообраз первого отечественного учебника по товароведению. В 1906—1908 гг. М. Я. Киттары (1825—1880; включён соавторами-учениками посмертно), П. П. Петров (1850—1928) и Я. Я. Никитинский (1854—1924) издают «Руководство по товароведению с необходимыми сведениями из технологии», касающееся вопросов строения, состава, свойств и технологии переработки сырья и материалов, используемых в промышленном производстве. Эта тройка авторов и считается основоположниками, которые успели положить начало научному товароведению в России лишь за 10 лет до Великой Октябрьской социалистической революции .
Разделение «Руководства по товароведению с необходимыми сведениями их технологии» на два тома соответствовало делению товаров на продовольственные (пищевые продукты и напитки) и непродовольственные. Товароведение продовольственных товаров отличается от товароведения непродовольственных товаров из-за различий потребительских свойств, требований при хранении, транспортировке и т.д. Современные специалисты, изучающие теорию товароведения, также отдельно осваивают товароведение продовольственных и непродовольственных товаров.
Оценку состояния дел с развитием товароведения и его преподаванием в царской России дал один из этих авторов, Я. Я. Никитинский, в статье, вошедшей в энциклопедию Брокгауза и Ефрона.
…скучным кратким немецким курсам «Allgemeine Waarenkunde», представляющим собою, в сущности, справочные книги, не место в школе. Школьное преподавание товароведения уместно лишь рядом с научным изучением природы. Чем научная подготовка выше, тем шире и глубже может быть обработан курс товароведения.

Сам автор, Я. Я. Никитинский, лично активно содействовал постановке отечественного товароведения на научную основу, на базу современных достижений науки, на актуальные, а не устаревшие данные зарубежного происхождения. В 1881 году Никитинский ввёл в практику проведение лабораторных занятий по товароведению в Московском коммерческом училище, а затем в Александровском коммерческом училище в Москве. Аналогичные занятия вёл в Практической академии коммерческих наук и его соавтор по учебнику, профессор П. П. Петров. Однако это были лишь эпизодические факты. В завершение этой же статьи в энциклопедии Я. Я. Никитинский с горечью констатировал:

Курса товароведения, который сколько-нибудь удовлетворял бы вышепоставленным основаниям, нет; на русском языке не существует и вообще никакого курса товароведения, так как единственная имеющаяся книга г. Борщова не подходит под это понятие. На Втором съезде деятелей по техническому и профессиональному образованию было предложено коллегиальное составление руководства по товароведению преподавателями его; это предложение было принято съездом, но не осуществилось.